# Souš (reservoar)
Souš är en reservoar i Tjeckien. Den ligger i den norra delen av landet, 100 km nordost om huvudstaden Prag. Souš ligger 764 meter över havet. Arean är 0,38 kvadratkilometer. I omgivningarna runt Souš växer i huvudsak blandskog. Den sträcker sig 1,1 kilometer i nord-sydlig riktning, och 0,9 kilometer i öst-västlig riktning.